# Luke Ridnour
Lucas Robin "Luke" Ridnour (Coeur d'Alene, Idaho, 13 de febrero de 1981) es un exjugador de baloncesto estadounidense que disputó 11 temporadas en la NBA. Con 1,88 metros jugaba en la posición de base.

## Carrera

### Instituto
Con el Instituto Blaine ganó dos campeonatos estatales y fue nombrado All-American por McDonald's y Parade en 2000, el año de su graduación.

### Universidad
Ridnour asistió a la Universidad de Oregón, donde fue la estrella de los Ducks. Compartió vestuario con Luke Jackson, actual jugador de la NBA, y guio en dos ocasiones a los Ducks al torneo de la NCAA, incluido al Elite 8 en 2002. Posee el récord de más asistencias de Oregón con 218 y consiguió el récord de conferencia de más tiros libres anotados consecutivos (62).
Abandonó Oregón tras su año júnior (tercero), cuando fue nombrado jugador del año de la Pacific Ten Conference. Tras su último partido con los Ducks, el pabellón entero le coreó "un año más". A pesar de ello, Ridnour se declaró elegible para el Draft de la NBA.

### NBA
Fue seleccionado por Seattle SuperSonics en la 14.ª posición del Draft de 2003, jugando con moderación en su primer año en la liga. En 2005 participó en el Rookie Challenge y en el Skills Challenge del All-Star Weekend. En su segunda temporada jugó los 82 partidos de liga, todos ellos de titular, promediando 10 puntos y 5.9 asistencias. En sus dos siguientes campañas superó los 11 puntos de anotación en promedio y las 5 asistencias, convirtiéndose en el base titular del equipo. Su mejor partido en anotación llegó el 13 de noviembre de 2006, anotando 32 puntos ante New Jersey Nets.
El 13 de agosto de 2008 fue traspasado a Milwaukee Bucks en un traspaso a tres bandas que enviaba a Maurice Williams a Cleveland Cavaliers y cinco jugadores a Oklahoma City Thunder.
El 21 de julio de 2010, Ridnour firmó un contrato de 4 años y 16 millones de dólares con Minnesota Timberwolves.
El 11 de julio de 2013, Ridnour fue re-adquirido por los Milwaukee Bucks en una transacción entre tres equipos que llevó al escolta Kevin Martin de los Oklahoma City Thunder a los Minnesota Timberwolves.
El 20 de febrero de 2014, Ridnour fue traspasado a Charlotte, junto con Gary Neal, a cambio de Ramon Sessions y Jeff Adrien.

## Estadísticas de su carrera en la NBA

### Temporada regular
| Año     | Equipo    | PJ  | PT  | MPP  | %TC  | %3P  | %TL  | RPP | APP | ROB | TPP | PPP  |
| ------- | --------- | --- | --- | ---- | ---- | ---- | ---- | --- | --- | --- | --- | ---- |
| 2003-04 | Seattle   | 69  | 6   | 16.1 | .414 | .338 | .823 | 1.6 | 2.4 | .8  | .1  | 5.5  |
| 2004-05 | Seattle   | 82  | 82  | 31.4 | .405 | .376 | .883 | 2.5 | 5.9 | 1.1 | .3  | 10.0 |
| 2005-06 | Seattle   | 79  | 77  | 33.2 | .418 | .289 | .877 | 3.0 | 7.0 | 1.6 | .3  | 11.5 |
| 2006-07 | Seattle   | 71  | 58  | 29.5 | .433 | .353 | .805 | 2.3 | 5.2 | 1.2 | .3  | 11.0 |
| 2007-08 | Seattle   | 61  | 5   | 20.0 | .399 | .296 | .857 | 1.5 | 4.0 | .6  | .2  | 6.4  |
| 2008-09 | Milwaukee | 72  | 50  | 28.2 | .403 | .350 | .869 | 3.0 | 5.1 | 1.3 | .2  | 9.6  |
| 2009-10 | Milwaukee | 82  | 0   | 21.5 | .478 | .381 | .907 | 1.7 | 4.0 | 0.7 | .1  | 10.4 |
| 2010-11 | Minnesota | 71  | 66  | 30.4 | .468 | .440 | .883 | 2.8 | 5.4 | 1.2 | .1  | 11.8 |
| 2011-12 | Minnesota | 53  | 53  | 33.0 | .440 | .322 | .891 | 2.7 | 4.8 | 1.1 | .3  | 12.1 |
| 2012-13 | Minnesota | 82  | 82  | 30.2 | .453 | .311 | .848 | 2.5 | 3.8 | 1.0 | .2  | 11.5 |
| 2013-14 | Milwaukee | 36  | 12  | 21.2 | .384 | .368 | .684 | 1.7 | 3.4 | .6  | .1  | 5.7  |
| 2013-14 | Charlotte | 25  | 2   | 15.1 | .389 | .300 | .571 | 1.4 | 2.2 | .4  | .2  | 4.0  |
| Total   | Total     | 783 | 493 | 26.7 | .431 | .350 | .862 | 2.3 | 4.6 | 1.0 | .2  | 9.6  |

### Playoffs
| Año   | Equipo    | PJ | PT | MPP  | %TC  | %3P  | %TL  | RPP | APP | ROB | TPP | PPP |
| ----- | --------- | -- | -- | ---- | ---- | ---- | ---- | --- | --- | --- | --- | --- |
| 2005  | Seattle   | 11 | 11 | 34.4 | .393 | .235 | .950 | 3.3 | 4.3 | 1.2 | .7  | 9.7 |
| 2010  | Milwaukee | 7  | 0  | 17.3 | .467 | .357 | .833 | 1.9 | 1.9 | .6  | .1  | 8.1 |
| 2014  | Charlotte | 4  | 0  | 9.0  | .308 | .333 | .000 | 1.0 | 3.0 | .0  | .3  | 2.5 |
| Total | Total     | 22 | 11 | 24.3 | .406 | .297 | .906 | 2.4 | 3.3 | .8  | .5  | 7.9 |

## Vida personal
Es hijo de Rob Ridnour, antiguo entrenador de instituto y entrenador de Bellingham SLAM de la ABA.